# Equipo Hoz
L'Equipo Hoz és una experiència educativa en l'àmbit de les arts plàstiques. Neix de la iniciativa de Fernando Morell Perelló, conegut entre els seus alumnes com Ferran Morell, qui decideix cap a l'any 1977, quan és professor de dibuix de l'Institut Alfonso VIII, a Conca, proporcionar als seus alumnes una àrea de treball per a la seua expressivitat artística més enllà de la classe de dibuix que es realitzava en el mateix institut.
Va ser un equip de joves artistes, estudiants de l'Institut en el qual aquest moment estigués treballant com a professor Ferran Morrell, per la qual cosa aquest equip està present tant a Conca, com en diversos instituts de municipis la Comunitat Valenciana, com Benetússer i València. Ferran Morell treballà a València, entre d'altres, en l'Institut Juan de Garay, on va realitzar la seva tasca docent com a catedràtic de dibuix.
L'Equipo Hoz va tenir una vida d'uns 20 anys, des dels seus inicis en 1977 a la jubilació com a professor de Ferran Morrell, durant els quals es van dur a terme 83 exposicions a Conca, Catalunya i part de la Comunitat Valenciana. Entre d'altres, en va fer a La Llotja de València (1981), ExpoJove '81 (Fira de Mostres de València), 1982-Vilafranca del Penedès (Barcelona), 1983-Benicalap, Benimamet i Massamagrell, 1984-Quart de Poblet, Onteniente, L'Alcudia i Benifaió.

## Descripció

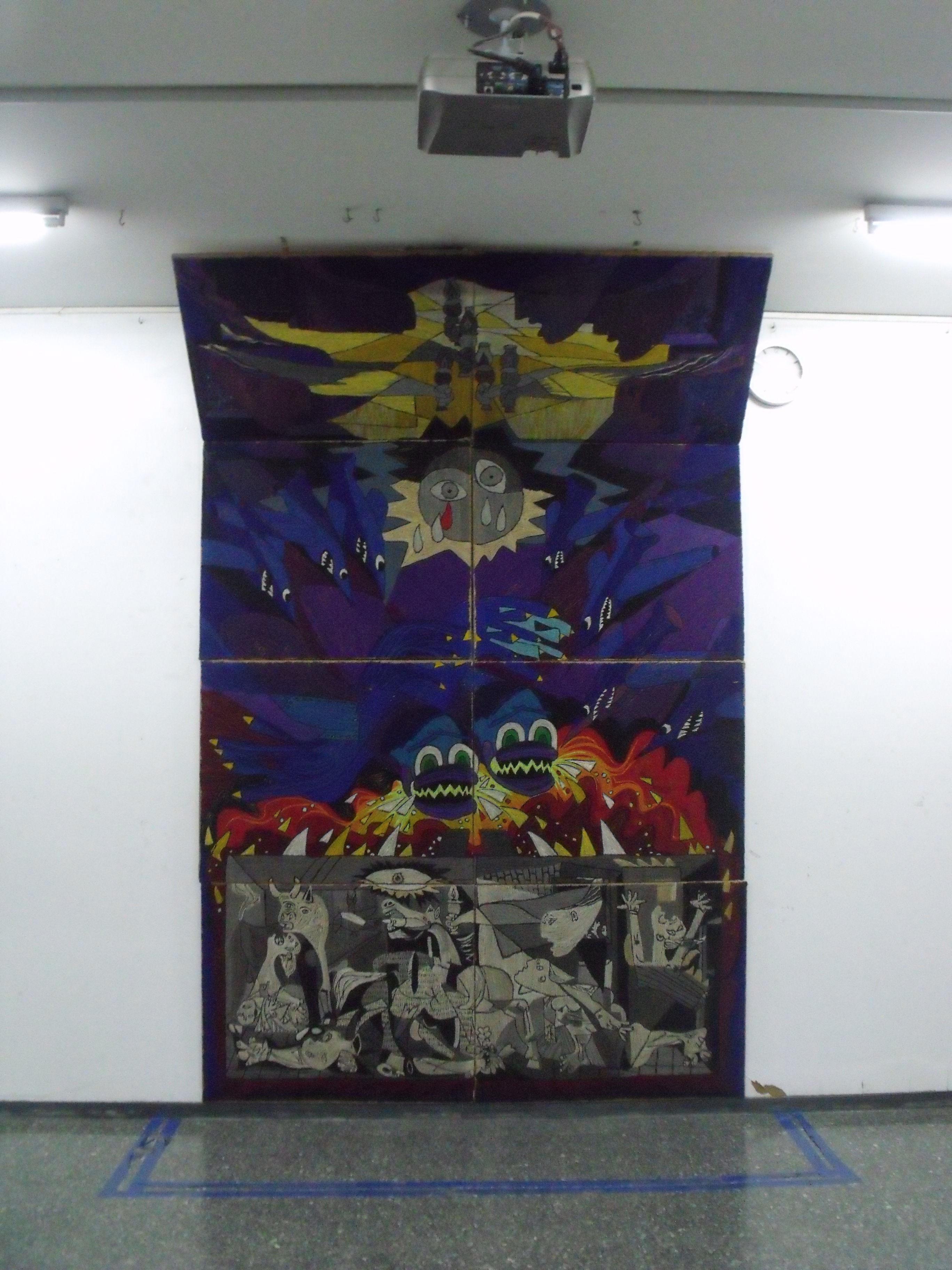
Tapís complet

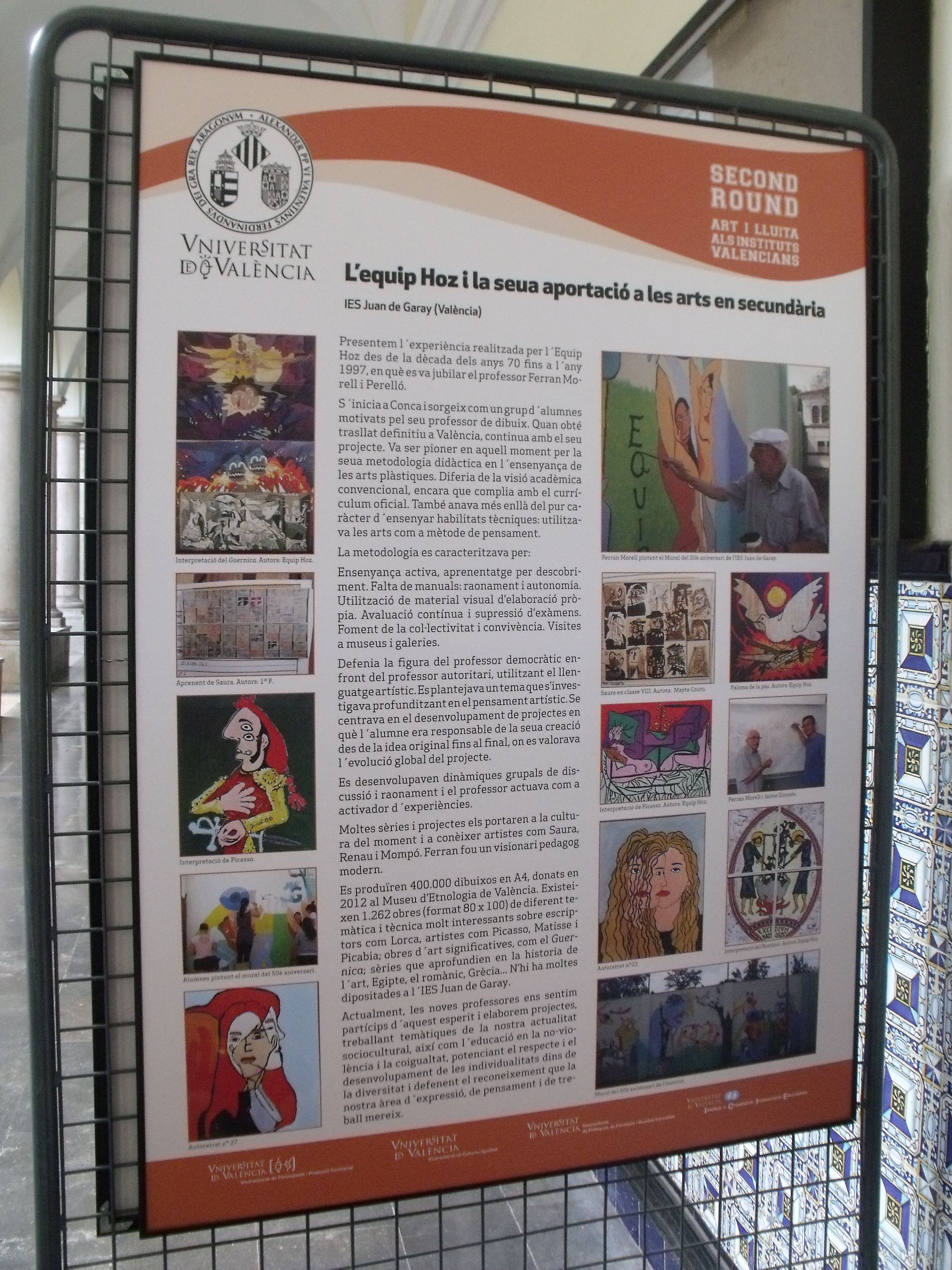
Panell de l'Equipo Hoz

El grup de nombrosos joves funcionava des de feia anys realitzant obres derivades a partir d'obres de pintors famosos amb sèries temàtiques.
Les sèries temàtiques en les quals va estar treballant van ser La classe autoritària, La classe democràtica, L'alcoholisme, El mite de la intel·ligència, Homenatge a Picasso, No a la guerra, Homenatge a Josep Renau, L'alegria de viure, Fent Pau, Federico García Lorca, Socarrat, Saura, Mompó, Bodegón, Egipte, Julio González, Romànic, Grècia, Picasso, Autoretrats, Picabia-surrealisme i Violència en l'I.B. Juan de Garay.
És important la sèrie de tapissos, entre els quals destaquen els que constitueix l'obra central de l'exposició “No a la guerra”, centrada en l'obra de Picasso “El Guernica”, convertint-se en un veritable al·legat contra els conflictes bèl·lics. Aquest tapís va ser confeccionat entre alumnes de l'institut Alfonso VIII de Conca i els del Juan de Garay de València. Actualment es troba dipositat en les instal·lacions d'aquest últim. Es va realitzar entre els anys 1979 i 1981, amb unes mesures de 3 metres i 24 centímetres d'alt i 2 metres d'ample, format per nou taules confeccionades amb llanes de diferents colors, arrencant de l'escala de blancs i grisos de la còpia de "El Guernica” de Picasso.
Aquest grup d'estudiants-artistes també van realitzar altres exposicions com la dedicada a la figura de Josep Renau, o la que se centrava a l'educació, donant una visió personal dels professors, l'ensenyament i l'alumnat. Van ser moltes i molt diferents les tècniques empleades per aquests artistes amateurs dirigits per Ferran Morell, a més de tapissos, hi ha fotomuntatges, pintures, etc. És per això que parteix del seu treball es va utilitzar en conferències i exposicions que es van dur a terme per diversos pobles de la geografia valenciana durant la dècada dels 80.

## Llegat

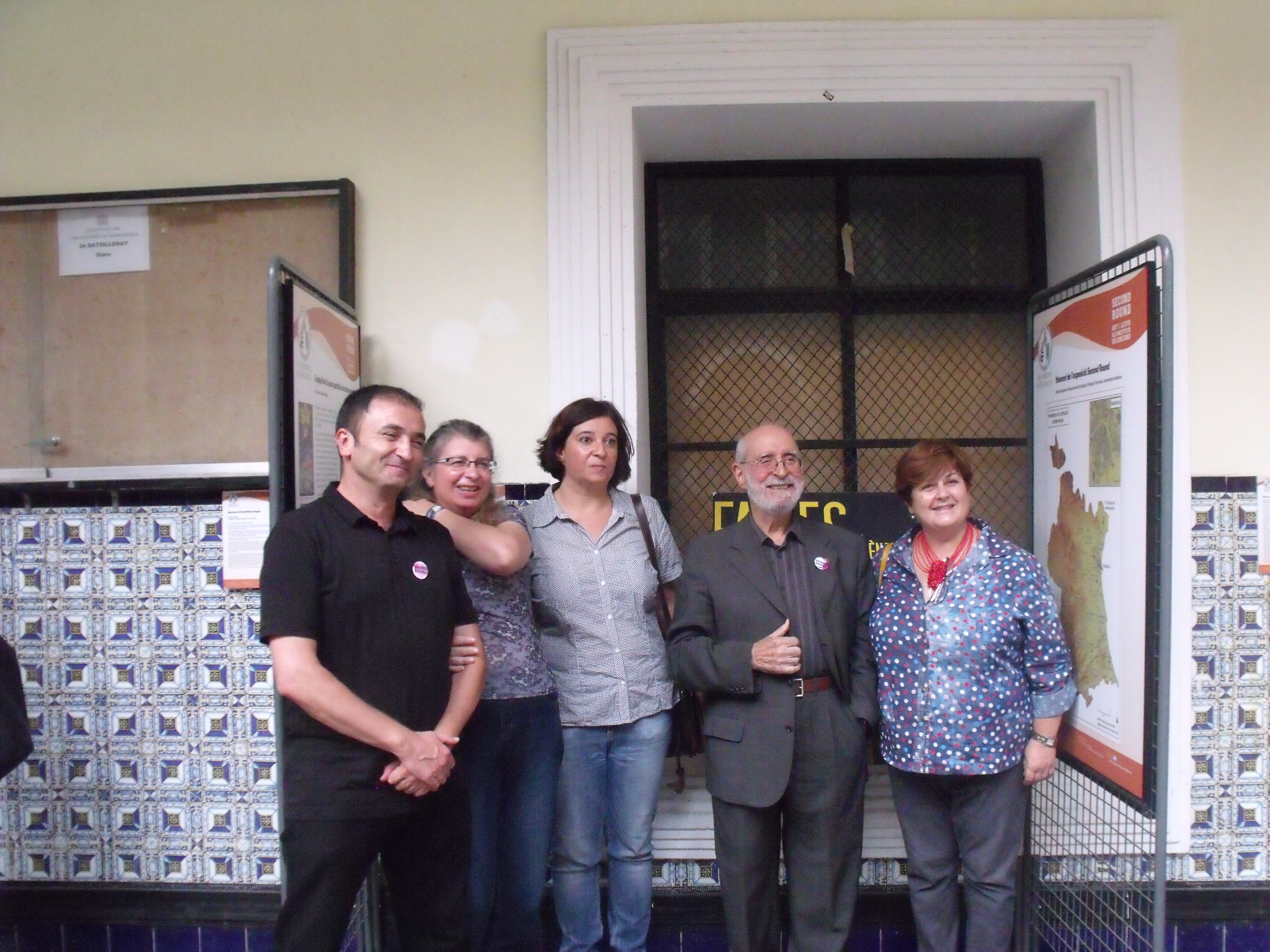
Ricardo Huerta, Roman de la Calle i professorat IES Juan de Garay

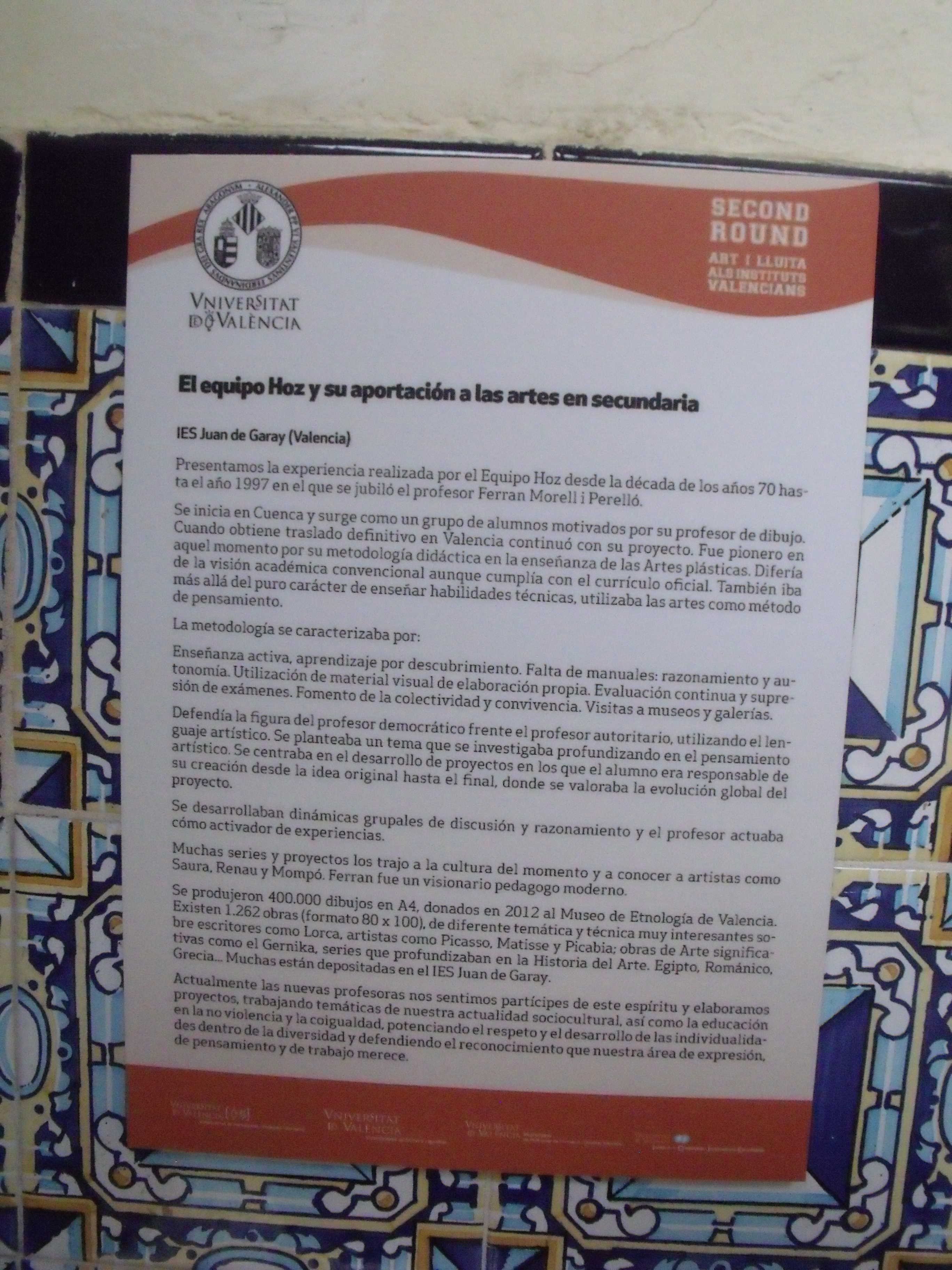
Explicació del panell

Després l'Equipo Hoz va passar a ser considerat una experiència educativa digna de tenir en compte per la seva rellevància pedagògica. Així, quan el 6 d'octubre de 2015 a l'institut d'educació secundària Lluís Vives de València, es va iniciar una exposició itinerant anomenada "Second Round: art i lluita en els instituts valencians", comissariada per Ricardo Huerta, professor de la Universitat de València i director de l'Institut de Creativitat i Innovacions Educatives; consistent en un projecte col·lectiu en el qual participaven centres de secundària amb especialitat en arts i la Universitat de València; es va permetre la participació de l'IES Juan de Garay de València, per haver desenvolupat aquesta experiència educativa durant tants anys, així, va plasmar la seva visió educativa de les arts en un dels 21 panells en els quals l'exposició consistia i en el qual es destacava la tasca realitzada.
L'exposició consisteix en 21 panells que combinen text i imatge per posar de manifest la important activitat artística realitzada en els centres, cada centre engrandirà i personalitzarà l'exposició, amb el material expositiu que consideri oportú (fotos, vídeos, produccions de l'alumnat, treballs artístics antics i actuals), de manera que cada exposició serà diferent, encara que mantingui els 21 panells que configuren el seu centre. Un cop conclòs l'itinerari, el Vicerectorat de Cultura i Igualtat organitzarà una exposició final al Centre Cultural La Nau de la Universitat de València on s'exhibiran, a més dels panells, una selecció del material artístic dels centres de secundària participants. En l'acte inaugural es va comptar a més amb la presència i participació amb una xerrada del catedràtic d'Estètica i Teoria de l'Art de la Universitat de València-Estudi General, President de la Reial Acadèmia de Belles Arts de Sant Carles (València), assagista i crític d'art, Román de la Calle.